# Tchany (commune urbaine)
Tchany (en russe : Чаны) est une commune urbaine de Russie de type bourg ouvrier qui est située dans l'oblast de Novossibirsk. C'est le siège administratif du raïon et de la municipalité du même nom. 

## Géographie
Tchany se trouve au ouest de l'oblast de Novossibirsk, à 402 km à vol d'oiseau de Novossibirsk. La route fédérale R254 passe au sud du village. 

## Histoire
La localité est connue depuis 1875. 

## Population
Recensements (*) et estimations de la population,,: 
| 1959* | 1970* | 1979* | 1989* | 2002* | 2010* |
| ----- | ----- | ----- | ----- | ----- | ----- |
| 9 086 | 8 167 | 8 951 | 9 607 | 9 039 | 8 473 |

| 2012  | 2013  | 2014  | 2015 | 2016  | 2017  |
| ----- | ----- | ----- | ---- | ----- | ----- |
| 8 449 | 8 440 | 8 309 | 8266 | 8 252 | 8 229 |

| 2018  | 2019  | 2020  | 2021* | - | - |
| ----- | ----- | ----- | ----- | - | - |
| 8 222 | 8 208 | 8 144 | 8 000 | - | - |